# Oesterreichische Flugzeugfabrik AG
Oesterreichische Flugzeugfabrik AG, скорочено Oeffag — нині не існуюча австро-угорська (пізніше австрійська) авіабудівна компанія часів Першої світової війни та міжвоєнного періоду. З 1915 по 1918 виробляла різні типи літаків, потім — автомобільні кузови для інших фірм.

## Історія
Попередником Oeffag було засноване в 1909 році під керівництвом Камілло Кастільоні дочірнє підприємство компаній Österreichisch-Amerikanische Gummifabrik-Aktiengesellschaft і Austro-Daimler — Motor-Luftfahrzeug-GmbH. Подібно до своїх материнських компаній, що випускали військові аеростати та двигуни для них , Motor-Luftfahrzeug-GmbH у тому ж 1909 році зайнялося виробництвом літаків для австро-угорської армії. Розроблений одним із його інженерів, Іго Етріхом, аероплан Etrich Taube починаючи з 1910 року випускався і на Lohner-Werke.
У грудні 1913 року компанії  Oesterreichische Daimler Motoren, дочірній компанії  Škodawerke AG, однієї з найбільших збройових фірм на той час, було дозволено побудувати авіаційний завод у передмісті Вінер-Нойштадта — Штайнфельді.
У березні 1915 року аеродром Вінер-Нойштадт/Вест, який раніше використовувався Motor-Luftfahrzeug-GmbH перейшов до новоствореної Oesterreichische Flugzeugfabrik AG (Oeffag). Договір, який передбачав надання 600.000 крон установчого капіталу, підписали з боку банку Österreichische Creditanstalt доктор Карл фон Шкода та з боку фірми Austro-Daimler AG її технічний директор Фердінанд Порше.
Інженер Лео Портш із компанії Škoda став генеральним директором, а інженер Карл Окемюллер був призначений технічним директором. Окемюллер у співпраці з інженером Едуардом Запаркою розробив перший прототип двомісного літака Oeffag (тип 50.01).
Незабаром від австрійських ВПС надійшло перше замовлення на будівництво 25 двомісних Oeffag C.I серії 51, літака, створеного на основі конструкції прототипу 50.01, після якого були побудовані ще дві партії по 32 машини модифікації C.II (серії 52 і 52.5). Пізніше, в 1916 році, прийшли замовлення від австрійських ВМС на гідроплани "типу К". У тому ж році компанія Oeffag придбала права на виробництво аеропланів Albatros D.III, і 4 грудня було підписано перше замовлення на будівництво літаків цього типу, до якого входила серія з 16 Albatros D.II і 34 D.III за ціною 30 500 крон (Без двигуна).
Після Першої світової війни виробництво літаків було заборонено Австрії згідно з умовами Сен-Жерменського договору, тому в міжвоєнний період Oeffag займалася випуском автомобільних та автобусних кузовів для Austro-Daimler.
У 1928 році Oeffag об'єдналася з Austro-Daimler і Puch-Werke і утворила Austro-Daimler-Puchwerke AG. У 1934 році, після чергового об'єднання, тепер уже зі Steyr-Werke, була утворена компанія Steyr-Daimler-Puch AG (яка в тому ж році припинила випуск автомобілів Austro-Daimler у Вінер-Нойштадті і далі виробляла тільки автомобілі марки Steyr).
Авіабудівні потужності, які раніше належали Oeffag, з 1935 року стала використовувати компанія Wiener Neustädter Flughafenbetriebs GmbH. У 1938 році, після аншлюсу, на її базі була заснована фірма Wiener Neustädter Flugzeugwerke (WNF), що перейшла у володіння Berliner Luftfahrtkontor GmbH, а потім стала філією компанії Messerschmitt.

## Продукція компанії
- 1915: Розвідувальні біплани власної конструкції: Oeffag C 1 Typ 51 (24 штуки), Oeffag C II Typ 52 (32 штуки), Oeffag C II Typ 52.5 (32 штуки)

Літаки виробництва Oeffag оснащувалися двигунами Austro-Daimler:
- 150 к.с.: Oeffag C.I
- 160 к.с.: Oeffag C.II Typ 52, Тип K (Weichmann 1916)
- 185 к.с.: Oeffag C.II Typ 52.5, Albatros (Oef) D.II і D.III (Тип 53 та 53.2)
- 200 к.с.: Albatros (Oef) D.III Typ 153
- 225 к.с.: Albatros (Oef) D.III Typ 253
- 335 к.с.: Тип K (Weichmann 1917), Тип R (Oeffag F/Mickl 1918), Тип G (Mickl 1916/17)

## Галерея

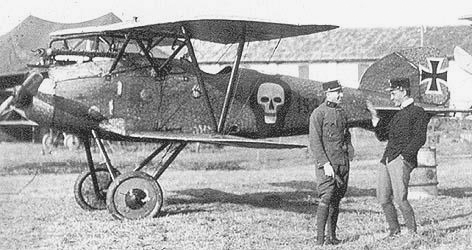
Ас Годвін Брумовський (на фото ліворуч) зі складу ескадрильї FliK 41J біля свого винищувача Albatros (Oef) D.III Typ 153. Поруч із ним інший ас Франк Лінке-Кроуфорд. Аеродром (нині закритий) ді Торреселла, поблизу Фоссальта-ді-Портогруаро, італійський фронт.
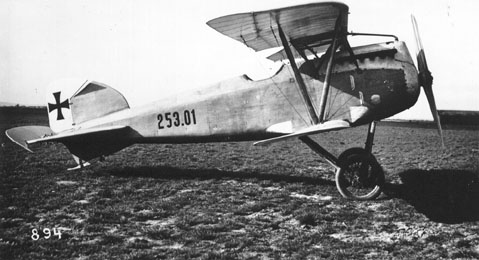
Albatros D.III (Oeffag) Serie 253
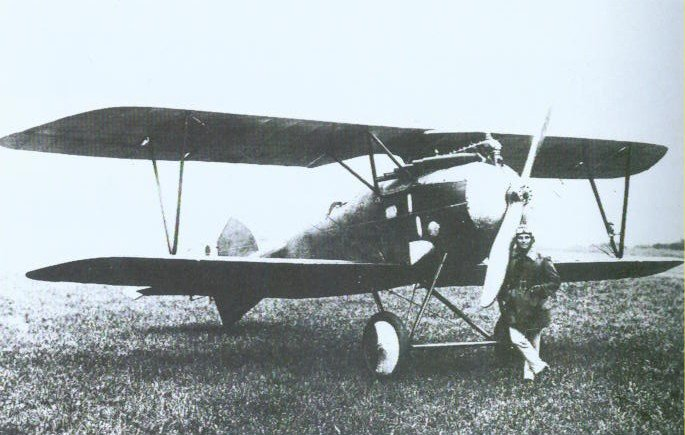
Albatros D.III (Oeffag) Serie 253